# Merlene Ottey
Merlene (Joyce) Ottey (Cold Spring, Jamajka, 10. svibnja 1960.) je slovenska sprinterica koja je glavninu svoje karijere nastupala pod zastavom Jamajke. 
Trostruka je svjetska prvakinja i osvajačica čak 14 odličja sa svjetskih prvenstava i sedam s Olimpijskih igara. Prvo odličje osvojila je na OI 1980. u utrci na 200m (bronca), a posljednju na OI 2000. u utrci 4x100m (srebro).
Od 2002. do 2012. nastupala je za Sloveniju.